# Jacques Brugnon
Jacques Brugnon, zwany Toto (ur. 11 maja 1895 w Paryżu, zm. 20 marca 1978 tamże) – francuski tenisista, jeden z „Czterech Muszkieterów Tenisa”.

## Kariera tenisowa
Największe sukcesy w swojej karierze Brugnon odnosił jako deblista. Triumfował w dziesięciu turniejach wielkoszlemowych i siedem razu dochodził do finału.
W grze mieszanej Francuz zwyciężył w dwóch wielkoszlemowych imprezach.
W 1920 roku wziął udział w igrzyskach olimpijskich w Antwerpii.
Wraz z drużyną narodową, Jeanem Borotrą, Reném Lacoste’em i Henrim Cochetem zdobył sześciokrotnie Puchar Davisa, latach 1927–1932. Reprezentował Francję w tych rozgrywkach w latach 1921–1934, występując przede wszystkim w deblu (31 spotkań; ponadto 6 meczów w grze pojedynczej).
W 1924 roku wziął udział w igrzyskach olimpijskich w Paryżu. Wywalczył w imprezie srebrny medal w grze podwójnej, w parze z Henrim Cochetem.
W 1976 roku Brugnon został przyjęty do międzynarodowej tenisowej galerii sławy.

### Finały w turniejach wielkoszlemowych

#### Gra podwójna (10–7)
| Końcowy wynik | Nr  | Data | Turniej                          | Nawierzchnia | Partner      | Przeciwnicy                      | Wynik finału              |
| ------------- | --- | ---- | -------------------------------- | ------------ | ------------ | -------------------------------- | ------------------------- |
| Finalista     | 1.  | 1925 | French Championships, Paryż      | Ceglana      | Henri Cochet | Jean Borotra René Lacoste        | 5:7, 6:4, 3:6, 6:2, 3:6   |
| Finalista     | 2.  | 1926 | French Championships, Paryż      | Ceglana      | Henri Cochet | Howard Kinsey Vincent Richards   | 4:6, 1:6, 6:4, 4:6        |
| Zwycięzca     | 1.  | 1926 | Wimbledon, Londyn                | Trawiasta    | Henri Cochet | Howard Kinsey Vincent Richards   | 7:5, 4:6, 6:3, 6:2        |
| Zwycięzca     | 2.  | 1927 | French Championships, Paryż      | Ceglana      | Henri Cochet | Jean Borotra René Lacoste        | 2:6, 6:2, 6:0, 1:6, 6:4   |
| Finalista     | 3.  | 1927 | Wimbledon, Londyn                | Trawiasta    | Henri Cochet | Francis Hunter William Tilden    | 6:1, 6:4, 6:8, 3:6, 4:6   |
| Zwycięzca     | 3.  | 1928 | Australian Championships, Sydeny | Trawiasta    | Jean Borotra | Edgar Moon James Willard         | 6:2, 4:6, 6:4, 6:4        |
| Zwycięzca     | 4.  | 1928 | French Championships, Paryż      | Ceglana      | Jean Borotra | Henri Cochet Ren de Buzelet      | 6:4, 3:6, 6:2, 3:6, 6:4   |
| Zwycięzca     | 5.  | 1928 | Wimbledon, Londyn                | Trawiasta    | Henri Cochet | Gerald Patterson John Hawkes     | 13:11, 6:4, 6:4           |
| Finalista     | 4.  | 1929 | French Championships, Paryż      | Ceglana      | Henri Cochet | Jean Borotra René Lacoste        | 3:6, 6:3, 3:6, 6:3, 6:8   |
| Zwycięzca     | 6.  | 1930 | French Championships, Paryż      | Ceglana      | Henri Cochet | Harry Hopman James Willard       | 6:3, 9:7, 6:3             |
| Finalista     | 5.  | 1931 | Wimbledon, Londyn                | Trawiasta    | Henri Cochet | George Lott John Van Ryn         | 2:6, 8:10, 11:9, 6:3, 3:6 |
| Zwycięzca     | 7.  | 1932 | French Championships, Paryż      | Ceglana      | Henri Cochet | Christian Boussus Marcel Bernard | 6:4, 3:6, 7:5, 6:3        |
| Zwycięzca     | 8.  | 1932 | Wimbledon, Londyn                | Trawiasta    | Jean Borotra | Pat Hughes Fred Perry            | 6:0, 4:6, 3:6, 7:5, 7:5   |
| Zwycięzca     | 9.  | 1933 | Wimbledon, Londyn                | Trawiasta    | Jean Borotra | Ryōsuke Nunoi Jirō Satō          | 4:6, 6:3, 6:3, 7:5        |
| Zwycięzca     | 10. | 1934 | French Championships, Paryż      | Ceglana      | Jean Borotra | Jack Crawford Vivian McGrath     | 11:9, 6:3, 2:6, 4:6, 9:7  |
| Finalista     | 6.  | 1934 | Wimbledon, Londyn                | Trawiasta    | Jean Borotra | George Lott Lester Stoefen       | 2:6, 3:6, 4:6             |
| Finalista     | 7.  | 1939 | French Championships, Paryż      | Ceglana      | Jean Borotra | Don McNeill Charles Harris       | 6:4, 4:6, 0:6, 6:2, 8:10  |

#### Gra mieszana (2–0)
| Końcowy wynik | Nr | Data | Turniej                     | Nawierzchnia | Partnerka       | Przeciwnicy                      | Wynik finału |
| ------------- | -- | ---- | --------------------------- | ------------ | --------------- | -------------------------------- | ------------ |
| Zwycięzca     | 1. | 1925 | French Championships, Paryż | Ceglana      | Suzanne Lenglen | Didi Vlasto Henri Cochet         | 6:2, 6:2     |
| Zwycięzca     | 2. | 1926 | French Championships, Paryż | Ceglana      | Suzanne Lenglen | Suzanne LeBesnerais Jean Borotra | 6:4, 6:3     |